# 紐敦 (康乃狄克州自治市)
紐敦（英語：Newtown）是位於美國康乃狄克州新哈芬縣的一個自治市。

## 人口
根據2020年美國人口普查的數據，紐敦的面積為5.07平方千米，當中陸地面積為5.07平方千米，而水域面積為0.00平方千米。當地共有人口1914人，而人口密度為每平方千米378人。